# 10월 1일
10월 1일은 그레고리력으로 274번째(윤년일 경우 275번째) 날에 해당한다.

## 사건
- 1903년 - 제1회 미국 프로야구 월드시리즈, 보스턴서 개막
- 1910년 - 일본, 조선총독부 설치. 초대 총독 데라우치 마사타케(寺內正毅)
- 1912년 - 호남선의 김제역-이리역 구간이 개통했다.
- 1924년
  - 경성도서관이 재정난으로 무기휴관에 들어갔다.
  - 경북선의 김천역-상주역 구간이 개통했다.
- 1936년 - 프란시스코 프랑코 장군, 스페인 국민당 정부 수반에 취임
- 1942년 - 최현배 등 학자 30여 명, 조선어학회 사건으로 구속
- 1945년
  - 조선체육회(현 대한체육회) 발족(초대 회장 이병학).
  - 대한민국, 제주일보 창간
- 1946년 -
  - 미군정 지역에서 대구 10·1 사건 발생.
  - 제2차 세계 대전: 전범 처벌을 위한 뉘른베르크 재판 종료
  - 김일성종합대학이 북한 평양에서 개교하다.
- 1949년
  - 대한민국 육군항공사령부가 국방부 항공국과 통합하여 대한민국 공군 창설.
  - 중화인민공화국의 건국.
- 1950년 - 한국 전쟁: 대한민국 육군 3사단 26연대, 강원도 양양군서 한국 전쟁 발발후 최초로 38선 넘어 북진
- 1951년 - 대한민국, 대한신문협회 결성
- 1953년 - 한미 상호 방위 조약, 미국 워싱턴 D.C.서 조인
- 1956년 - 제1회 국군의 날 기념식 열림
- 1958년 -
  - 미국 항공우주국(NASA)이 업무를 시작하다.
  - 대한민국와 타이 국교 수립
- 1960년 -
  - 나이지리아가 독립하다.
  - 키프로스가 독립하다.
- 1964년 - 일본 고속철도 신칸센(新幹線) 개통
- 1969년 - 영국과 프랑스 공동개발 여객기 콩코드', 세계 최초로 초음속 비행성공
- 1970년 - 브라질의 축구 영웅 펠레가 은퇴 경기를 갖다.
- 1974년 - 미국 존 미첼 전 법무장관, 워터게이트 사건 관련 기소
- 1978년 - 투발루가 독립하다.
- 1994년 - 팔라우가 독립하다.
- 1996년 - 러시아 블라디보스토크 주재 최덕근 영사, 괴한에 피습 사망
- 1997년
  - 한국통신, 정부출자기관으로 전환
  - 대한민국, 개인 휴대 통신(personal communication services, PCS) 상용서비스 개시
- 1998년 - 뉴욕에서 제3차 북미미사일회담 열림
- 1999년 - 평양직할시에서 정주영 현대그룹 명예회장, 김정일 국방위원장과 대북사업관련 면담
- 2005년 - 대한민국 부산광역시에서 부산개성중학교 폭행 치사 사건 발생.
- 2010년 - 부산 해운대 마린시티 내 오피스텔에서 화재가 발생하였다.
- 2013년 - 미국 연방정부가 일시 폐쇄 조치에 들어가다.
- 2017년 - 미국 라스베이거스에서 총기난사 사건이 발생함

## 문화
- 1897년 - 조선, 목포항을 개항시키다.
- 1926년 - 나운규 감독의 영화 《아리랑》, 단성사서 개봉.
- 1928년 -
  - 박승희 등이 토월회를 재조직.
  - 로스앤젤레스 국제공항 개항.
- 1964년 - 세계 최초의 고속철도인 도카이도 신칸센 개통.
- 1981년 - 한국방송광고공사에서 방송광고향상자문위원회 설립.
- 1991년 - 국군의 날이 15년 만에 공휴일에서 제외되었다.
- 1994년 - 한국전력공사에서 수신료 위탁징수제도를 시행함. 이로써 KBS 1TV에서의 상업광고는 폐지되었음.
- 1997년 - 훈민정음, 조선왕조실록 유네스코가 정한 세계기록유산으로 등록
- 1999년 - 상하이 푸둥 국제공항 개항.
- 2000년 -
  - 제27회 시드니 올림픽 폐막.
  - 충북선 청주공항역 개통.
  - 대한민국 E채널, 코미디TV(現 IHQ 채널), 케이블 TV 방송국들이 개국하였다.
- 2005년 - 청계천 복원사업이 완료되다.
- 2014년 - 독일 레버쿠젠의 손흥민이 유럽축구연맹 챔피언스리그 본선에서 본선 첫 골을 기록하였다.
- 2015년 - 걸그룹 러블리즈가 Lovelyz8라는 앨범으로 완전체로 컴백했다.
- 2016년
  - 청주문화방송과 충주문화방송이 통합되어 MBC충북이라는 새로운 이름의 지상파방송국으로 출범하였다.
  - 케세이퍼시픽 항공이 하네다 국제공항 ~ 홍콩 첵랍콕 국제공항간의 노선을 마지막으로 보잉 747-400을 퇴역시켰다.
- 2019년 - 일본이 2014년 4월 이후 5년 6개월만에 기존 8%의 소비세율을 10%로 인상하였다.
- 2024년 - 국군의 날이 34년만에 다시 공휴일로 지정되었다. 공휴일 지정 48년만에 부활하였다.

## 탄생
- 208년 - 로마 제국의 제24대 황제 세베루스 알렉산데르. (~235년)
- 1207년 - 잉글랜드 플랜태저넷 왕가의 왕 헨리 3세. (~1272년)
- 1685년 - 신성 로마 제국의 황제 카를 6세. (~1740년)
- 1754년 - 러시아 제국의 로마노프 왕조 9번째 군주 파벨 1세. (~1801년)
- 1826년 - 미국의 공학자이자 발명가 벤저민 호치키스. (~1885년)
- 1893년 - 영춘권의 일대종사, 무술가 엽문. (~1972년)
- 1900년 - 대한민국의 향일운동가, 정치인 육홍균. (~1983년)
- 1905년 - 조선민주주의인민공화국의 화학자 리승기. (~1996년)
- 1915년 - 미국의 교육심리학자 제롬 브루너. (~2016년)
- 1918년 - 중화인민공화국의 공무원 쑤징허. (~2020년)
- 1922년
  - 대한민국의 정치인 김종갑. (~1996년)
  - 중화인민공화국의 물리학자 양전닝.
  - 일본의 야구인 벳쇼 다케히코. (~1999년)
- 1924년
  - 미국의 제39대 대통령 지미 카터. (~2024년)
  - 일본의 배우 오토와 노부코. (~1994년)
- 1925년 - 조선민주주의인민공화국의 정치인 양형섭. (~2022년)
- 1927년 - 대한민국의 역사학자‧고서 수집가 이종학. (~2002년)
- 1928년 - 중국의 정치가, 전 국무원 총리 주룽지.
- 1930년
  - 아일랜드의 배우 리처드 해리스. (~2002년)
  - 프랑스의 배우 필리프 누아레. (~2006년)
- 1935년 - 영국의 배우, 가수 줄리 앤드루스. (~2023년)
- 1938년
  - 미국의 배우, 영화 감독 스텔라 스티븐스.
  - 미국의 패션디자이너, 작가 메리 맥패든. (~2024년)
- 1941년 - 대한민국의 시인 유안진.
- 1943년 - 프랑스의 영화 감독 장자크 아노.
- 1944년
  - 네덜란드의 기업인 프리츠 스하위테마.
  - 대한민국의 배우 이정길.
- 1945년
  - 대한민국의 간호 출신 정치인 정영희.
  - 대한민국의 경제관료 이기호. (~2022년)
  - 인도의 제14대 대통령 람 나트 코빈드.
- 1952년 - 대한민국의 군인 출신 정치인 한기호.
- 1955년 - 대한민국의 배우 이희도.
- 1956년
  - 미국의 전 야구 선수 밴스 로.
  - 영국의 제76대 총리, 정치인 테리사 메이.
- 1957년
  - 대한민국의 배우 강석우.
  - 대한민국의 축구 선수 박항서.
- 1959년
  - 대한민국의 전 야구 선수 조범현.
  - 스페인의 축구 선수 마르코스 알론소 페냐. (~2023년)
- 1960년 - 대한민국의 배우 경인선.
- 1962년 - 미국의 배우 이사이 모랄레스.
- 1963년 - 미국의 포커 선수 다빈 문. (~2020년)
- 1964년 - 대한민국이 정당인 정세영.
- 1966년
  - 대한민국의 아나운서 정혜정.
  - 대한민국의 전 야구 선수, 현 야구 코치 신동수.
  - 이탈리아의 배우 스테파노 디오니시.
  - 라이베리아의 전 축구 선수 조지 웨아.
- 1968년 - 대한민국의 정치인 김문수.
- 1969년 - 대한민국의 전 야구 선수, 현 야구 코치 가득염.
- 1970년 - 대한민국의 배우 감우성.
- 1971년
  - 대한민국의 배우 송일국.
  - 대한민국의 아나운서 이상희.
- 1972년 - 이란의 배우 레일라 하타미.
- 1973년
  - 대한민국의 배우 김선아.
  - 대한민국의 전 축구 선수, 지도자 서혁수.
- 1975년 - 미국의 야구 선수 브랜든 나이트.
- 1976년
  - 대한민국의 정치인 정희용.
  - 이라크 이슬람 국가의 지도자 아부 이브라힘 알하셰미 알쿠라이시. (~2022년)
- 1977년
  - 대한민국의 성우 권인지.
  - 일본의 아나운서 다키가와 크리스텔.
- 1979년
  - 대한민국의 방송인, 리포터 배수경.
  - 일본의 작곡가 나카하라 류타로.
- 1980년 - 일본의 배우 오타니 료헤이.
- 1981년
  - 대한민국의 국악인 남지인.
  - 브라질의 축구 선수 줄리우 바프티스타.
- 1982년 - 대한민국의 광고 제작자 이제석.
- 1983년
  - 대한민국의 야구 선수 안지만.
  - 대한민국의 희극인 양상국.
  - 몬테네그로의 축구 선수 미르코 부치니치.
  - 미국의 수영 선수 에릭 섄토.
- 1984년
  - 대한민국의 배우 안미나.
  - 대한민국의 배우 지찬.
  - 대한민국의 배우 강민석.
  - 미국의 야구 선수 맷 케인.
- 1985년
  - 대한민국의 전직 스타크래프트 프로게이머 이유석.
  - 일본의 성우 아이바 히로키.
  - 일본의 가수 RYO (ORANGE RANGE).
- 1986년
  - 대한민국의 법조인 오수진.
  - 일본의 가수, 배우, 성우 칸다 사야카. (~2021년)
- 1987년 - 대한민국의 가수 이루다.
- 1988년 - 대한민국의 캐스터, 아나운서 서승현.
- 1989년
  - 미국의 배우 브리 라슨.
  - 이집트의 사브르 펜싱 선수 마나드 제이드.
- 1990년
  - 대한민국의 가수 리니.
  - 대한민국의 축구 선수 김동철.
  - 대한민국의 축구 선수 김민호.
  - 튀르키예의 배우, 모델 하잘 카야.
- 1991년
  - 미국과 영국의 프리스타일 스키 선수 거스 켄워시.
  - 미국의 야구 선수 로비 레이.
- 1992년
  - 대한민국의 가수 수현 (스누퍼).
  - 대한민국의 전 쇼핑호스트, 기상캐스터 정민경.
- 1993년
  - 대한민국의 축구 선수 김종우.
  - 우루과이의 축구 선수 니콜라스 로페스.
- 1994년
  - 대한민국의 미스코리아 김수민.
  - 대한민국의 가수 고현 (텐엑스) (원포유).
  - 이집트의 축구 선수 마흐무드 하산.
- 1995년 - 대한민국의 가수 시연 (드림캐쳐).
- 1996년
  - 대한민국의 배틀그라운드 프로게이머 이노닉스.
  - 대한민국의 댄서, 가수, 래퍼, 안무가 정혜윤.
- 1997년
  - 대한민국의 가수 류지호.
  - 대한민국의 배우 이다현.
  - 잉글랜드의 싱어송라이터 제이드 버드.
- 1998년 - 대한민국의 배우 정지우.
- 2001년
  - 캐나다의 쇼트트랙 선수 윌리암 당지누.
  - 잉글랜드의 축구 선수 메이슨 그린우드.
- 2004년 - 대한민국의 배우 박민상.
- 2006년 - 일본의 아이돌 토쿠나가 레미.
- 2007년 - 대한민국의 배우 정링컨.
- 2010년 - 대한민국의 배우 김보민.

## 사망
- 686년 - 일본의 40대 천황 덴무 천황. (631년~)
- 1404년 - 203대 로마의 교황 교황 보니파시오 9세. (1350년~)
- 1499년 - 이탈리아 철학자 마르실리오 피치노. (1433년~)
- 1658년 - 조선 후기의 문신 김육. (1580년~)
- 1807년 - 조선 후기의 실학자 유득공. (1748년~)
- 1911년 - 독일의 철학자 빌헬름 딜타이. (1833년~)
- 1935년 - 러시아 작가 블라디미르 길랴롭스키. (1853년~)
- 1985년 - 미국의 동화작가 엘윈 브룩스 화이트. (1899년~)
- 1986년 - 대한민국의 배우 겸 가수 박길라. (1964년~)
- 2001년 - 대한민국의 군인 김일환. (1914년~)
- 2013년 - 스페인의 사회학자 후안 호세 린츠. (1926년~)
- 2018년
  - 대한민국의 국회의원 정길영. (1923년~)
  - 프랑스의 가수 샤를 아즈나부르. (1924년~)
  - 베트남의 공산당원, 정치인 도므어이. (1917년~)
- 2019년 - 체코의 가수 카렐 고트. (1939년~)
- 2020년 - 미국의 극작자 머리 시스걸. (1926년~)
- 2022년 - 일본의 프로레슬링 선수, 정치인 안토니오 이노키. (1943년~)
- 2023년
  - 대한민국의 교수 김명기. (1936년~)
  - 미국의 야구 선수 팀 웨이크필드. (1966년~)
  - 슬로바키아의 소프라노 파트리치아 야네치코바. (1998년~)
- 2024년 - 대한민국의 기업인 이대봉. (1941년~)

## 기념일
- 추석 - 2001년, 2020년, 2031년, 2077년, 2096년
- 국군의 날 & 공군 창설일: 대한민국
- 국제 노인의 날
- 세계 채식인의 날
- 세계 커피의 날(International Coffee Day)
- 중화인민공화국 국경절 - 중화인민공화국 건국 기념일.
- 독립기념일 - 팔라우

## 같이 보기
- 전날: 9월 30일 다음날: 10월 2일 - 전달: 9월 1일 다음달: 11월 1일
- 음력: 10월 1일
- 모두 보기